# Lamproscatella brunnipennis
Lamproscatella brunnipennis är en tvåvingeart som först beskrevs av Malloch 1923.  Lamproscatella brunnipennis ingår i släktet Lamproscatella och familjen vattenflugor. Arten är reproducerande i Sverige. Inga underarter finns listade i Catalogue of Life.